# Esposende
Esposende – miejscowość w Portugalii, leżąca w dystrykcie Braga, w regionie Północ w podregionie Cávado. Jest jednocześnie jedynym miastem okręgu połączonym bezpośrednio z oceanem. Usytuowane pomiędzy Vigo i Porto, w pobliżu takich miast jak Viana do Castelo, Povoa de Varzim, Barcelos i Braga.

## Historia
Zamieszkiwanie obszaru Esposende sięga czasów prehistorycznych, jednak obecnie z wytworów pracy człowieka z tamtego okresu zachowały się jedynie artefakty z kamienia i ceramiki. W archeologii regionu obecne są pozostałości przemysłów metali, odnotowane także w dokumentach ślady po okupacji rzymskiej i po królestwie najeźdźców barbarzyńskich, jak również pozostałości z czasów średniowiecza. Znamiennym okresem w dziejach Esposende był wiek wielkich wypraw morskich na Atlantyku, kiedy to tamtejsza ludność niestrudzenie domagała się od króla nadania stosownych przywilejów. Otrzymała je po pewnym czasie, a rok 1572 odbił się szerokim echem w dziejach Esposende: D. Sebastian wzniósł osadę, późniejsze „miejsce”, stwarzając w ten sposób okręg miejski jaki istnieje w chwili obecnej. Przemysł wydobycia soli, rolnictwo oraz gromadzenie się tłumów ówczesnych mieszkańców, przyciągało do Esposende żeglujące statki. Rozwinął się przemysł stoczniowy i handel morski. Do Esposende zawitało także brazylijskie złoto, a niektórzy ludzie powędrowali później z powrotem do Brazylii, aby powrócić jako bogata klasa rządząca. Nie jest niespodzianką, że bogactwo dawało największe prawa przez wiele stuleci, poczynając od wieku XVI.

## Współczesność
W gminie, która łączy wszystkie aspekty natury przyrodniczej, Esposende ma do zaoferowania rozległe piaszczyste wydmy, lasy sosnowe i inne ogromne obszary leśne, wzgórza, kamieniste wybrzeża klifowe, rzeki i morze, a wszystko to zjednoczone w dynamicznej równowadze, co pozwala nam powiedzieć: „Esposende, przywilej natury”. Moczary i ujście rzeki Cávado stanowią strategiczne miejsce dla wędrownych ptaków, które szukają schronienia przed zimnem najsurowszych zim w północnej i centralnej Europie. Rzeka Neiva i jej przejrzyste wody, zielony sosnowy las Ofir oraz zapierające dech w piersiach widoki stanowiące różnorodne punkty obserwacyjne w Esposende, są jednymi z najbardziej interesujących osobliwości gminy, w której bogactwo naturalnych krajobrazów i dziedzictwo zdobyczy cywilizacji, takich na przykład jak wiatraki, pola uprawne w korycie rzeki, forty i młyny, są połączone w niepowtarzalnej harmonii tworząc wyjątkowo malownicze pejzaże. Zapewnia to  miejsce Esposende jako jednej z najpiękniejszych gmin w północnej części regionu.
Miejscowość jest siedzibą gminy o tej samej nazwie.

## Demografia
| Liczba ludności gminy Esposende (1801–2011) | Liczba ludności gminy Esposende (1801–2011) | Liczba ludności gminy Esposende (1801–2011) | Liczba ludności gminy Esposende (1801–2011) | Liczba ludności gminy Esposende (1801–2011) | Liczba ludności gminy Esposende (1801–2011) | Liczba ludności gminy Esposende (1801–2011) | Liczba ludności gminy Esposende (1801–2011) | Liczba ludności gminy Esposende (1801–2011) | Liczba ludności gminy Esposende (1801–2011) |
| ------------------------------------------- | ------------------------------------------- | ------------------------------------------- | ------------------------------------------- | ------------------------------------------- | ------------------------------------------- | ------------------------------------------- | ------------------------------------------- | ------------------------------------------- | ------------------------------------------- |
| 1801                                        | 1849                                        | 1900                                        | 1930                                        | 1960                                        | 1981                                        | 1991                                        | 2001                                        | 2004                                        | 2011                                        |
| 4 157                                       | 12 545                                      | 15 161                                      | 19 452                                      | 23 966                                      | 28 652                                      | 30 101                                      | 33 325                                      | 34 625                                      | 34 254                                      |

## Sołectwa
Sołectwa gminy Esposende (ludność wg stanu na 2011 r.):
- Antas – 2221 osób
- Apúlia – 4198 osób
- Belinho – 2017 osób
- Curvos – 811 osób
- Esposende – 3595 osób
- Fão – 3103 osoby
- Fonte Boa – 1326 osób
- Forjães – 2767 osób
- Gandra – 1323 osoby
- Gemeses – 1078 osób
- Mar – 1182 osoby
- Marinhas – 6193 osoby
- Palmeira de Faro – 2403 osoby
- Rio Tinto – 618 osób
- Vila Chã – 1419 osób